# Goldborn
Goldborn ist ein Ortsteil im Stadtteil Paffrath von Bergisch Gladbach.

## Geschichte
Der Name Goldborn wurde in Anlehnung an die alte Gewannenbezeichnung In der Goldbonne gewählt, die das Urkataster im Bereich der heutigen Goldbornstraße verzeichnet. 1444 wurde der Siedlungsname erstmals als Goldborn erwähnt.

## Etymologie
Das Grundwort bonne steht als Synonym für born (= Quelle). Das Bestimmungswort Gold bezeichnet in Flurnamen oftmals eine Stelle, an der Gold oder auch Katzengold, das ist Schwefelkies oder Pyrit, gefunden wurde. Letzteres ist in diesem Bereich möglich, weil es in der weiteren Umgebung entsprechende Gruben gegeben hat, bei denen Schwefelkiesvorkommen bekannt sind. Eine zweite Möglichkeit wäre, dass es hier eine Quelle mit ausgezeichneter Wasserqualität gegeben hat, der man den Namen Goldborn im übertragenen Sinne gegeben hat.